# Moussa Cissé
Moussa Cissé (10 dicembre 1984) è un ex taekwondoka francese.

## Palmarès
- Europei

Manchester 2012: argento nei 58 kg.